# 4874 Бурке
4874 Бурке (4874 Burke) — астероїд головного поясу, відкритий 12 січня 1991 року.
Тіссеранів параметр щодо Юпітера — 3,358.